# Kissing & Möllmann

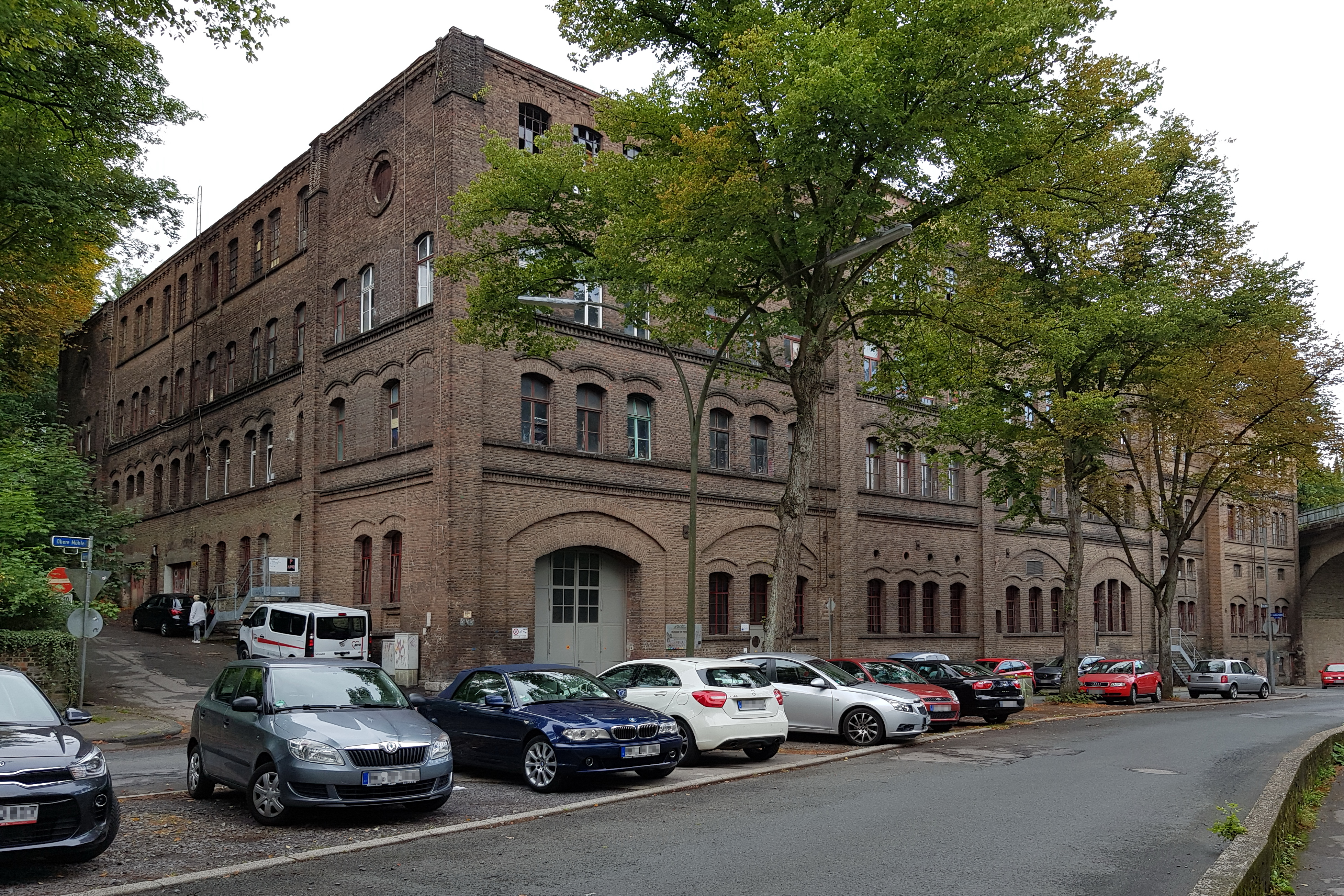
Fabrikgebäude Obere Mühle 28

Das Unternehmen Kissing & Möllmann in Iserlohn wurde 1826 gegründet und errichtete 1865 an der Oberen Mühle eine Bronzewarenfabrik, die bis 1979 in Betrieb war. Seit den 1980er Jahren werden einige Bereiche der Fabrik als Wohngebäude genutzt. Später wurden in ihr einige soziale Projekte untergebracht. Das Fabrikgebäude steht unter Denkmalschutz.

## Unternehmensgeschichte
Kissing & Möllmann (K&M) wurde 1826 von den Iserlohner Unternehmern Ferdinand Möllmann und Johann Hermann Kissing gegründet. Es übernahm das als Schmidt & Woeste 1802 gegründete Handelshaus Ballot, Möllmann & Co. Ab 1824 stieg das Unternehmen mit einer Bronzewarenfabrik an der Iserlohner Wasserstraße in die Produktion ein. Ein weiterer Standort befand sich am Dicken Turm. Bis 1834 firmierte das Unternehmen unter Kissing, Möllmann & Co. 1865 erhielt es die Konzession zum Bau einer Metallgießerei an der Bachstraße neben der Eisenbahnlinie Iserlohn–Menden. 1864 wurde die Bronzewarenfabrik von der Wasserstraße in die neu errichtete Fabrik an der Bachstraße (späterer Straßenname Obere Mühle) verlegt. Das Hauptgebäude wurde 1898 aufgestockt und erweitert.
Kissing & Möllmann war eines der bedeutendsten Kommissionshandelshäuser in der Provinz Westfalen. Hauptabsatzgebiete waren Italien und Spanien sowie Deutschland und Russland. Kissing & Möllmann fertigte unter anderem Beschläge, Leuchter und Schiffsglocken.

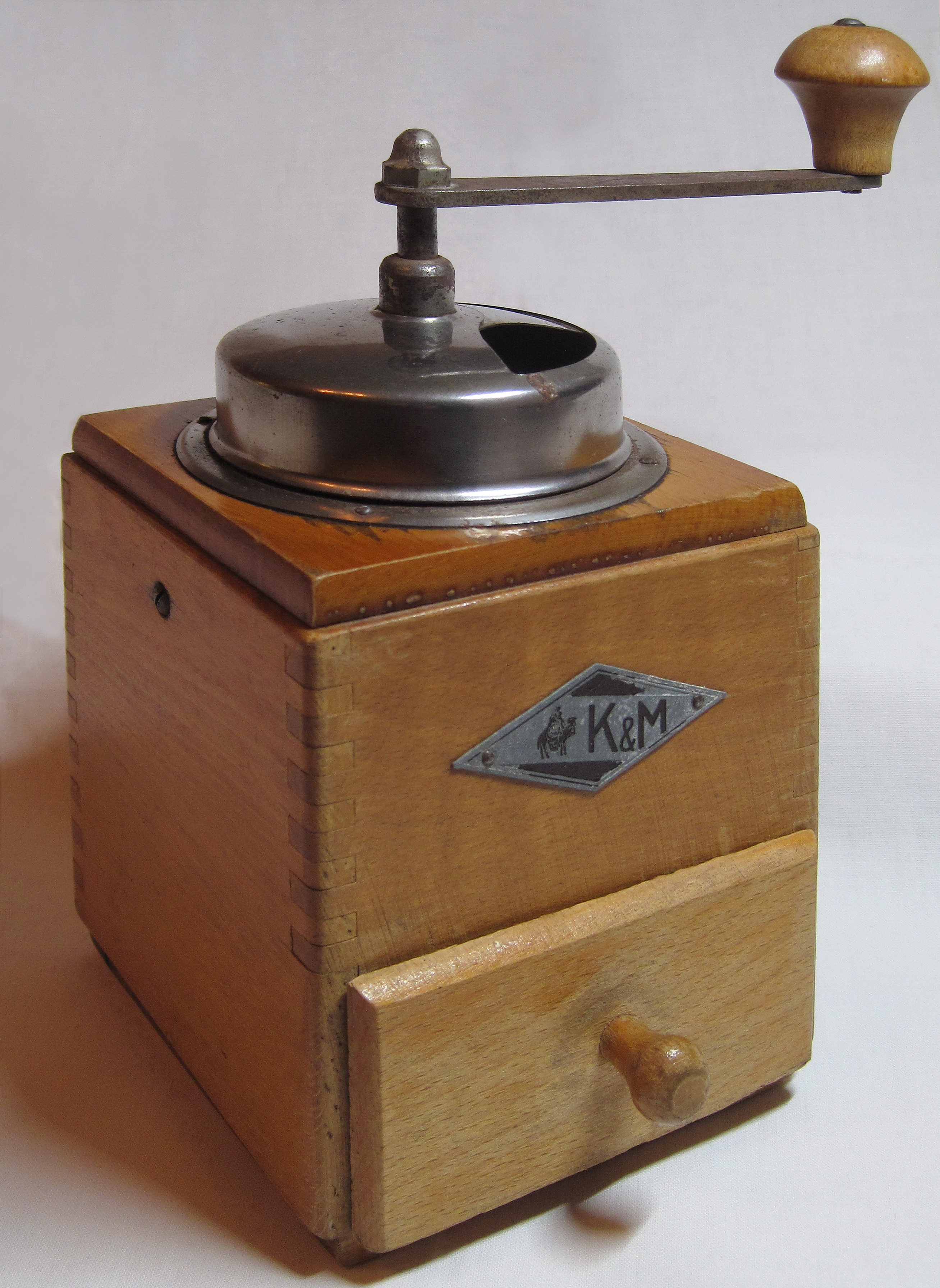
K&M-Kaffemühle aus den 1950er-Jahren mit Schiebeblechtrichter

Überregional bekannt wurde das Unternehmen ab 1872 durch die Herstellung von Kaffeemühlen. 1894 hatte Kissing & Möllmann 120 Mitarbeiter und stellte jährlich 200.000 Kaffeemühlen her. Das Unternehmen war größter Kaffemühlen-Hersteller in Deutschland. Zu dieser Zeit war K&M auch das erste Unternehmen, das bedruckte Kaffeemühlen aus Blech hergestellte.
Zum Unternehmen gehörten ab 1827 bis 1888 das neu gegründete Walzwerk Bösperde in Menden, das bis 1888 von Iserlohn aus geleitet wurde, danach aber als Neuwalzwerk Aktiengesellschaft eigenständig wurde. Von 1843/1845 bis 1882 gehörte Kissing & Möllmann auch die Kuxen-Mehrheit des Walzwerks Hüstener Gewerkschaft. Darüber hinaus gab es weitere Beteiligungen:

- 1841 Zeche „Frohe Ansicht“ in Fröndenberg-Ardey-Frömern
- 1841–1849 Alaunsiedehütte bei Hagen
- 1870–1886 Papierfabrik von Dücker & Co. in Böingsen bei Menden
- 1876 Handelsgesellschaft Fr. Wittenberg in Küppersteg
- 1883–1896 Gewerkschaft Langgrube in Brachbach (Kreis Altenkirchen)
- 1903 Aktiengesellschaft Chemische Fabriken S. T. Morosow, Krell & Ottmann in Berlin und Moskau
- 1906 Bronzegießerei Jos. Louis GmbH in Köln

Ab etwa 1890 stieg das Unternehmen in die Produktion von Armaturen ein.
Durch den Ersten Weltkrieg wurde der Kommissionshandel stark eingeschränkt und erreichte danach nicht mehr das Vorkriegsniveau. Er wurde 1963 ganz eingestellt. Die Weltwirtschaftskrise und den Zweiten Weltkrieg konnte das Unternehmen überstehen, musste jedoch 1980 Konkurs anmelden und kam zum Erliegen.
Im Iserlohner Museum für Handwerk und Postgeschichte wurde Ende 2013 ein Kaffemühlenzimmer mit Exponaten des Unternehmens Kissing & Möllmann eingerichtet.

## Fabrikgebäude Obere Mühle 28
Seit dem 2. Juni 1986 steht das Hauptgebäude der Fabrik mit vier Flügeln und weiteren Fabrikationsgebäuden auf dem Werksgelände als „Beispiel für mehrgeschossige Fabrikbauweise“ unter Denkmalschutz.

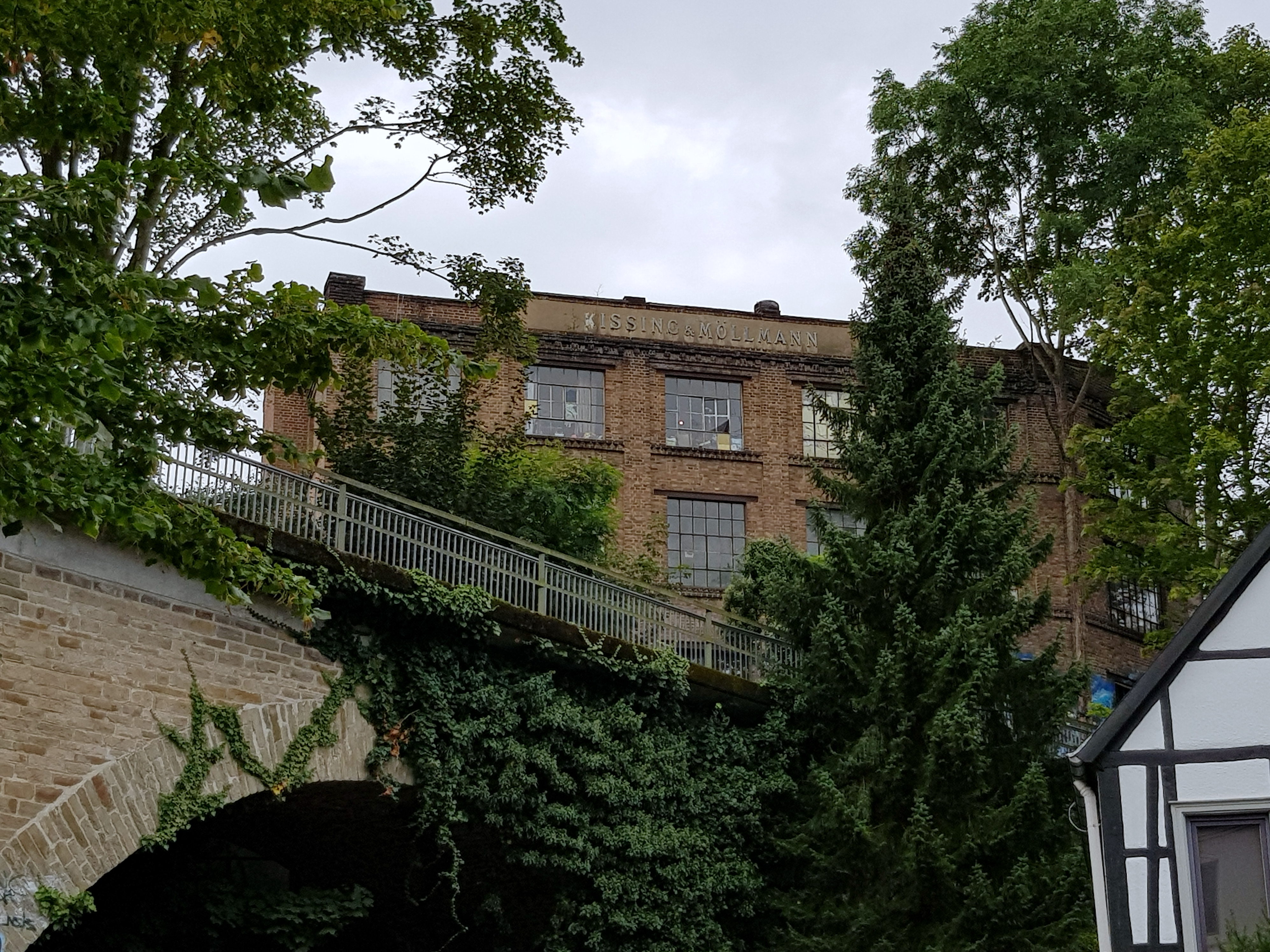
Gebäudeteil am Radweg mit dem Schriftzug von Kissing & Möllmann

Für die Landesgartenschau Hemer 2010 wurde auf der alten Bahntrasse entlang des Fabrikgeländes ein Radweg angelegt.
Das Fabrikgebäude wurde 2011 von dem Immobilienmakler Jörg Rodegra auf einer Zwangsversteigerung erworben. Er wollte das Flair der Anlage als Gesamtes erhalten. Aus diesem Grund lehnte er den Abriss der nicht denkmalgeschützten Gebäude und den Neubau von Wohnungsbauten ab. Stattdessen wollte er langfristig einzelne Bereiche der Fabrikanlage einer neuen Nutzung zuführen und mehr Einheiten als zuvor vermieten.
Im Rahmen des Projekts Soziale Stadt wird seit 2011 an einem Umnutzungskonzept gearbeitet. Es sieht den Ausbau des Geländes mit modernen Wohnungen, Kunst-Handwerkern und Sozialeinrichtungen vor. Ebenso wäre die Anbindung des Radwegs nach Hemer an die tieferliegende Straße Obere Mühle über das Fabrikgelände möglich.
Im April 2015 zog die Werkstatt im Hinterhof in das Untergeschoss der alten Fabrikanlage um. Die Einrichtung der Arbeiterwohlfahrt berät und unterstützt Suchtkranke. Sie bildet außerdem eine Anlaufstelle für Arbeits- und Wohnungslose und Menschen mit psychischen oder sozialen Problemen. Die ärztliche Betreuung ist durch eine ebenfalls hier eingezogene allgemeinmedizinische Praxis gewährleistet. Im Vorfeld des Umzugs wurden 338 m² saniert. Die Baukosten von 520.000 € wurden zu 80 % aus den Mitteln des Städtebauförderprogramms Soziale Stadt bezuschusst.
Vom Eigentümer wurde unter anderem eine Veranstaltungsfläche mit Café und ein Industriemuseum geplant. Neben einigen Werkstätten wohnten 21 Menschen in Wohnungen auf dem Gelände.

### Von 2011 bis zur Räumung 2018
Bereits 2011 wurden von der Stadt Brandschutzmängel festgestellt, Wege und Räume gesperrt. Sofortmaßnahmen wurden vom Eigentümer durchgeführt.
Notausgänge sind in dem Gebäude nicht ausreichend vorhanden, Wände im Innern wurden ohne Rücksicht auf Fluchtwege eingezogen. Zum Forderungskatalog der Stadt gehören neben der Installation einer Brandmeldeanlage die Entmüllung leerstehender Hallen, die Kennzeichnung von Rettungswegen und der Einbau brandsicherer Türen, Decken und Wände. Eine Baugenehmigung gibt es nur für die Werkstatt im Hinterhof, die Arztpraxis und eine Werkstatt.
Obwohl der Eigentümer 2011 ein Brandschutzkonzept erstellt hat, dass 2012 genehmigt wurde, wurden diese Maßnahmen nie umgesetzt. Aus diesem Grund wurde dem Eigentümer von der Stadt am 22. März 2018 schriftlich mitgeteilt, dass die Stadt Gefahr für Leib und Leben der 21 Bewohner und der Besucher der Fabrik sieht. Sollten die Mängel nicht innerhalb von sechs Wochen abgestellt werden, würde die Fabrik geräumt.
Am 25. April wurde ein unvollständiger Bauantrag eingereicht. Ein Sofortmaßnahmenpaket sollte bis Ende August umgesetzt werden. Aufgrund der Gefahr im Gebäude mussten die Bewohner nach Ansicht der Stadt das Gebäude verlassen. Ein von den Mietern beauftragter Brandschutzgutachter bescheinigte, dass drei Gebäude in dem Komplex mit geringem Aufwand nutzbar gemacht werden könnten. Kritisch ist das Hauptgebäude, wo jede Wohnung einen zweiten Rettungsweg bekommen müsste.

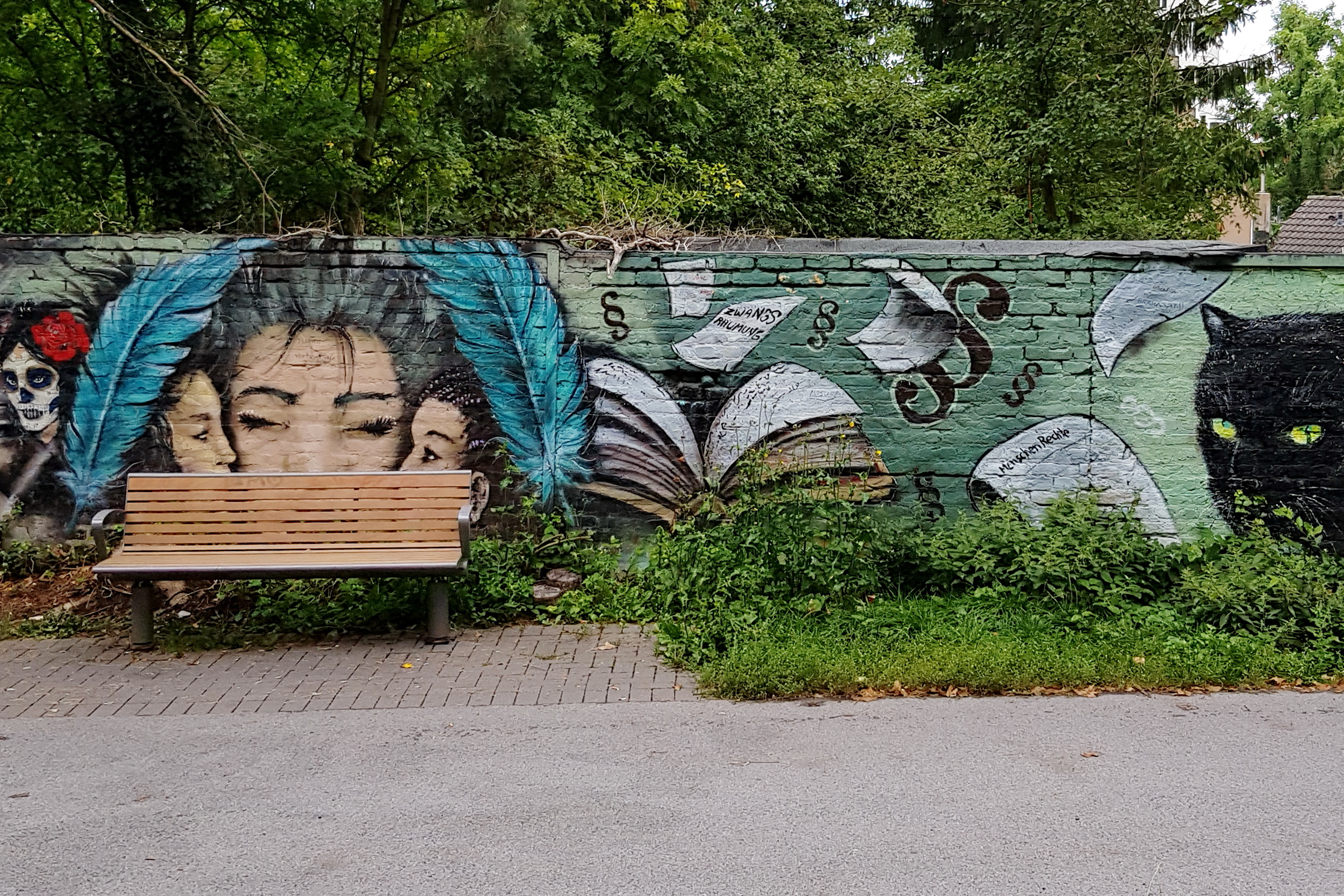
Graffiti am Radweg

Zwischen dem 24. und dem 30. Mai 2018 wurde die Fabrik friedlich geräumt. Für die Bewohner wurden von der Stadt Ausweichquartiere organisiert. Ebenso wurde angeboten, die Umzüge zu unterstützen und zu begleiten. Am direkt am Gebäude Obere Mühle 28 vorbeiführenden Radweg erinnert ein Graffiti an die Räumung und an Menschenrechte.
Am 25. Mai 2018 hat der Eigentümer der Stadt angeboten, die Fabrikanlage für 700.000 € zu erwerben. Sein Engagement ende, weil die Mieter die Fabrik verlassen müssen. Die Stadt selbst lehnte das Angebot ab, brachte jedoch ihr Tochterunternehmen Iserlohner Gemeinnützige Wohnungsgesellschaft dafür ins Gespräch.

### Nach der Räumung
Nachdem der Haupt- und Personalausschuss der Stadt Iserlohn sich am 24. Juli 2018 dafür ausgesprochen hat, die Iserlohner Gemeinnützige Wohnungsgesellschaft zu bitten, die Immobilie Obere Mühle 28 zu erwerben, lehnte der Aufsichtsrat der Wohnungsgesellschaft den Kauf vor allem aufgrund wirtschaftlicher Risiken ab.
Es folgten öffentlichkeitswirksame Aktionen der geräumten Mieter. Im Oktober 2018 wurde seitens politischer Entscheidungsträger der Stadt beschlossen, eine Tochtergesellschaft der Iserlohner Gemeinnützigen Wohnungsgesellschaft zu gründen. Diese sollte das Gebäude samt Grundstück erwerben, es erhalten und weiterentwickeln. Am 12. Dezember 2018 wurde die IGW Spezialimmobilien GmbH gegründet. Diese kaufte im Januar 2019 das Objekt Kissing & Möllmann. In den ersten Wochen des neuen Jahres konnte der gesamte Gebäudekomplex mit einer Brandmeldeanlage ausgestattet werden. Frühere Mieter konnten wieder einziehen, neue Mietverträge wurden abgeschlossen.